# اندی کینگ (بازیکن فوتبال، زاده ۱۹۸۸)
اندرو فلیپ کینگ (انگلیسی: Andrew Philip King؛ زادهٔ ۲۹ اکتبر ۱۹۸۸) بازیکن فوتبال اهل ولز است که در باشگاه لون بازی می‌کند.

## باشگاهی
از باشگاه‌هایی که در آن بازی کرده‌است می‌توان به لستر سیتی، سوانزی سیتی، دربی کانتی، رنجرز و هادرزفیلد تاون اشاره کرد. این بازیکن به همراه لستر سیتی در فصل ۱۶–۲۰۱۵ قهرمان لیگ برتر انگلستان شد.

## تیم ملی
وی سابقه عضویت در تیم ملی فوتبال ولز را دارد و با این تیم در جام ملت‌های اروپا ۲۰۱۶ به مقام سوم رسید.